# Cabo de Hornos (AGS-61)
El  AGS-61 Cabo de Hornos es un buque de investigación de la Armada de Chile, construido con fines oceanográficos, hidrográficos y de pesca científica.
Tiene 74,1 metros de eslora, 15,6 de manga, 5,8 m de calado, y un tonelaje bruto de 3 068.  El buque puede transportar un total de 68 personas y navegar a una velocidad de 14,5 nudos.

## Historia

### Diseño
El buque fue diseñado en 2008 por la empresa noruega Skipsteknisk, identificado como ST-367.

### Construcción y lanzamiento prematuro por tsunami
El Cabo de Hornos comenzó su construcción en noviembre de 2008, viniendo a reemplazar al antiguo buque Vidal Gormaz, presente desde comienzos de la década de 1990 y que había quedado obsoleto. Su bautizo de mar estaba agendado para el 27 de febrero de 2010, pero fue arrastrado por el tsunami que siguió al terremoto que esa madrugada azotó a las costas de Talcahuano, quedando varado a 400 m de su sitio original y con daños importantes.

## Reposición de la nave

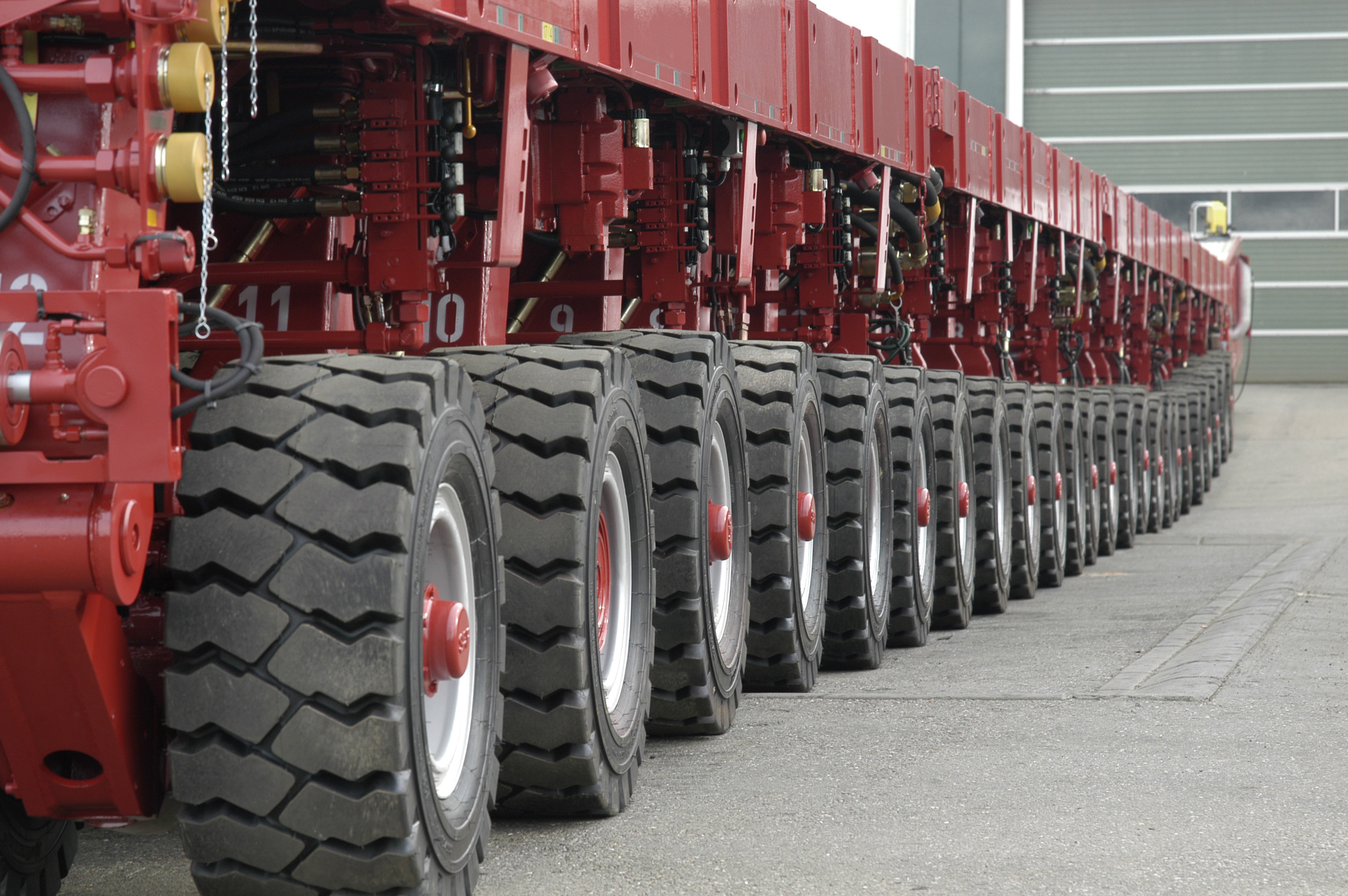
Un SPMT similar al usado en el transporte.

La ola del tsunami causó el deslizamiento prematuro de la nave desde la grada al mar y luego la arrojó tierra adentro sobre la orilla opuesta, en el dique 2 del astillero. El 12 de noviembre de 2010 fue contratada la empresa radicada en los Países Bajos Mammoet, especializada en salvatajes navales, para reponer la nave en el dique. Los costos de US$5.400.000 fueron pagados por el seguro contratado para la construcción de la nave. 
Para el transporte se debió preparar el terreno, traer un pontón desde Luisiana (USA), 31 contenedores con equipo para transporte pesado desde diferentes oficinas de la empresa alrededor del mundo y un equipo con 320 (trescientas veinte) ruedas autopropulsadas y dirigibles (en inglés Self Propelled Modular Trailer, SPMT).
Antes de mover el coloso, los ingenieros debieron construir los caminos necesarios mediante el reemplazo de una capa de suelo arenoso de un metro de espesor por material compacto capaz de soportar una presión de 30 toneladas por metro cuadrado causada por el peso de 2.000 toneladas que debieron ser transportadas por el SPMT.
Para sostener, levantar y asegurar la carga durante el rescate fueron construidas siete escuadras a cada lado de la nave y soldadas a la estructura de la nave. Cada una de ellas era básicamente un triángulo rectángulo con un cateto horizontal levantado por el SPMT, un cateto vertical soldado a la nave y la hipotenusa para cerrar el triángulo de fuerzas. Una vez asegurada la carga y preparado el suelo se condujo el SPMT bajo las escuadras, se las levantó por medio de gatas hidráulicas y se las puso en movimiento con la inmensa mole.
El SPMT se embarcó, autopropulsado, a la cubierta del pontón atracado al borde del dique. Una vez sobre la cubierta, las gatas bajaron la carga, que quedó apoyada directamente sobre el pontón, y el SPMT abandonó el pontón por el mismo recorrido por donde había llegado. La nave fue llevada al dique seco que fue inundado. El pontón fue inundado temporalmente para separar la nave definitivamente del vehículo que la había llevado de regreso al mar.
Fue botado al mar, en forma controlada, en enero de 2011. Las reparaciones se hicieron en el mismo astillero de su construcción (ASMAR, en Talcahuano) y fue finalmente entregado a la Armada de Chile en abril de 2013.

## Capacidades
Posee laboratorios y salas especiales, como un Laboratorio Húmedo de Pesca, Laboratorio Húmedo de usos generales, Laboratorio Químico, Sala de Operación de Sensores Acústicos y frigoríficos. Además, posee pescantes y grúas marco tipo A (de 30 toneladas), pescantes tipo L (5 toneladas) y tipo T (10 toneladas), grúas telescópicas en toldilla, winches geofísicos para Roseta y CTD para cuerpos acústicos remolcados, pesca de arrastre de fondo y pesca de media agua, entre otros.
En cuanto a sus sensores acústicos, cuenta con ecosondas multihaz de alta y media profundidad, ecosonda monohaz de alta profundidad, perfilador de fondo marino con penetración hasta 100 metros en sedimento blando, perfilador de velocidad del sonido hasta 1.000 metros, medidor de velocidad del sonido, ecosonda multifrecuencia, sonares de rebusca omnidireccional de largo y corto alcance para biomasa, subsistemas de posicionamiento acústico de alta precisión, Sistema de Alta Precisión de Posicionamiento Acústico (HIPAP), Sistema de Posicionamiento Dinámico, entre otros equipamientos.

## Usos y misiones
Las instituciones civiles que cooperaron con la construcción del proyecto fueron el Comité Oceanográfico Nacional (CONA), el Instituto de Fomento Pesquero, el Ministerio de Relaciones Exteriores, y el Servicio Hidrográfico y Oceanográfico de la Armada de Chile (SHOA). Su primera misión científica se presupuestó entre el 1 y el 20 de julio de 2013, entre el Seno de Reloncaví y la Boca del Guafo, cerca de Chiloé. Luego, en agosto, realizó su primera investigación pesquera, estudiando el estado de diferentes tipos de merluza, como la del Sur, de cola y de tres aletas. Entre septiembre y noviembre de ese año, se dirigiría a Isla de Pascua, para estudiar la plataforma continental de la isla, y en diciembre, iría a la costa frente a Pisagua, a realizar mantenimiento a la boya de profundidad DART (Deep-ocean Assessment and Reporting of Tsunamis), que estudia y genera alertas para tsunamis.
Como parte del proceso de implementación y cumplimiento del Fallo de la Corte de La Haya sobre la delimitación marítima entre Chile y Perú, en marzo de 2014 el buque, en presencia de la embarcación de la Marina de Guerra del Perú "Guardiamarina San Martín PO-201", retiró y trasladó la boya DART, que se encontraba en aguas que estuvieron bajo dominio chileno, pero que fueron adjudicadas al Perú por la Corte.
En mayo de 2016, el buque zarpó con una comisión de oceanógrafos, químicos, analistas en marea roja y expertos ambientales, además de dos pescadores de Ancud como observadores. hacia las costas de la región de Los Lagos, entre la isla de Chiloé y el golfo Corcovado, sirviendo de plataforma para realizar tomas de muestras para estudiar la proliferación de algas productoras de neurotoxinas contaminantes de mariscos.
En noviembre de 2017 participó por 15 días en la búsqueda del submarino argentino ARA San Juan (S-42) como gesto de colaboración humanitaria. Después de recorrer una zona de 2.700 kilómetros cuadrados, estableció 3 puntos posibles donde pudiera estar el submarino hundido, dejando el análisis posterior en manos de la Armada Argentina. En noviembre de 2020, el excomandante de la nave y Capitán retirado de la Armada César Miranda, declaró que en noviembre de 2017, mientras realizaba las labores de búsqueda, había encontrado pistas relevantes para el caso mediante el sonar de pesca SH90 Simrad, la ecosonda multihaz EM122; y el perfilador de fondo subsuperficial SBP-120.
En 2018, emprendió una misión con científicos del Instituto Milenio de Oceanografía, quienes lograron enviar un vehículo autónomo no tripulado (bautizado como «Audacia») que realizó inmersión en la zona más profunda de la fosa de Perú-Chile, pudiendo determinar su profundidad, recolectando muestras del lecho marino, de plancton y del agua abisal, con el objeto de estudiar la circulación marina del fondo oceánico, determinar la edad de la fosa, y analizar los microorganismos recolectados.